# Onium

Schéma d'un positronium, état lié d'un électron et d'un positron.

Un onium (au pluriel : onia) est un état lié d'une particule et de son antiparticule.  Ces états sont généralement nommés en ajoutant le suffixe -onium à la place du suffixe -on (lorsqu'il est présent) au nom de l'une des deux particules. Par exception, l'état lié muon-antimuon est appelé vrai muonium, le nom « muonium » étant classiquement utilisé pour l'état lié électron-antimuon.

## Exemples
Le positronium est l'onium constitué d'un électron et d'un positron liés ensemble dans un état métastable à longue durée de vie. Les deux particules peuvent s'annihiler et mettre fin à ce système. Le positronium est étudié depuis les années 1950 pour comprendre les états liés dans la théorie quantique des champs. Un développement récent appelé électrodynamique quantique non relativiste (NRQED en anglais) a aussi utilisé ce système comme terrain d'essai. 
Le pionium, un état lié de deux pions π+ et π- de charges opposées, est intéressant pour explorer l'interaction forte (ou force nucléaire forte). En effet, les pions permettent d'expliquer les propriétés à basse énergie de la force nucléaire forte.
L'analogue du positronium dans la théorie des interactions fortes est le quarkonium : c'est un système de mésons comprenant d'un quark lourd et d'un antiquark. Ces paires sont nommées soit charmonium ou J/ψ, constituée d'une paire charm/anticharm, soit bottomonium ou upsilon, comprenant une paire bottom/antibottom. Le troisième type de quark, les quarks top ne peuvent créer un système avec un antitop car ils ont une durée de vie trop courte pour s'hadroniser. Mais ce système porterait, s'il pouvait exister, le nom de toponium.
L'exploration de ces états par la chromodynamique quantique non relativiste (NRQCD) et la QCD sur réseau sont des tests de plus en plus importants pour la chromodynamique quantique. Comprendre les états liés des hadrons tels que le pionium et le protonium est également important afin de clarifier les notions liées aux hadrons exotiques tels que les molécules mésoniques et les états pentaquark.